# Chalchihuites
Chalchihuites är en ort i Mexiko.   Den ligger i kommunen Chalchihuites och delstaten Zacatecas, i den centrala delen av landet, 700 km nordväst om huvudstaden Mexico City. Chalchihuites ligger 2 279 meter över havet och antalet invånare är 4 028.
Terrängen runt Chalchihuites är kuperad åt nordost, men åt sydväst är den platt. Runt Chalchihuites är det glesbefolkat, med 15 invånare per kvadratkilometer. Närmaste större samhälle är Suchil, 16,8 km norr om Chalchihuites. Omgivningarna runt Chalchihuites är i huvudsak ett öppet busklandskap.